# Правовое регулирование
Правово́е регули́рование — процесс целенаправленного воздействия государства на общественные отношения при помощи специальных юридических средств и методов, которые направлены на их стабилизацию и упорядочивание.
Правовое регулирование является одним из составных элементов правового воздействия, которое по содержанию намного шире его и включает в себя не только целенаправленную деятельность по упорядочиванию общественных отношений, но и косвенное воздействие правовых средств и методов на субъекты, непосредственно не попадающие под правовое регулирование.
В предмет правового регулирования входят устойчивые однородные общественные отношения, которые нуждаются в упорядочивании при помощи специальных правовых средств и методов. Поскольку посредством права невозможно урегулировать практически все социальные связи членов общества, законодателем всегда достаточно точно определяется сфера такого регулирования и условные границы (пределы) правового вмешательства в социальную жизнь общества.
Правовое регулирование имеет определённые стадии, при этом для каждой стадии характерен свой набор специальных юридических средств, которые в совокупности образуют механизм правового регулирования.

## Правовое регулирование и правовое воздействие
Особенность правового регулирования как отдельного вида социального регулирования заключается в том, что воздействие на поведение людей и общественные отношения осуществляется исключительно при помощи специальных правовых средств и методов. Отсюда использование любых других средств правового характера, специально для этого не предназначенных, правовым регулированием не считаются, они относятся к более широкому понятию — правовое воздействие. Поэтому какое-либо воздействие на поведение людей через средства массовой информации, путём пропаганды или агитации, в том числе нравственного или правового воспитания и обучения не являются правовым регулированием, ввиду того, что не представляют из себя специально направленную юридическую деятельность по упорядочиванию общественных отношений.
Правовое регулирование следует отличать от правового воздействия. Под последним понимается весь процесс влияния права на социальную жизнь общества. Предмет правового воздействия намного шире предмета правового регулирования, который содержательно входит в него. Помимо собственно правового регулирования правовым воздействием также охватываются экономические, политические и социальные отношения, которые правом напрямую не регулируются, но на которые оно так или иначе оказывает влияние (информационно-правовое и воспитательно-правовое воздействие).

## Предмет и пределы правового регулирования
Предмет правового регулирования — это совокупность общественных отношений, на которые направлено воздействие правовых средств и методов.

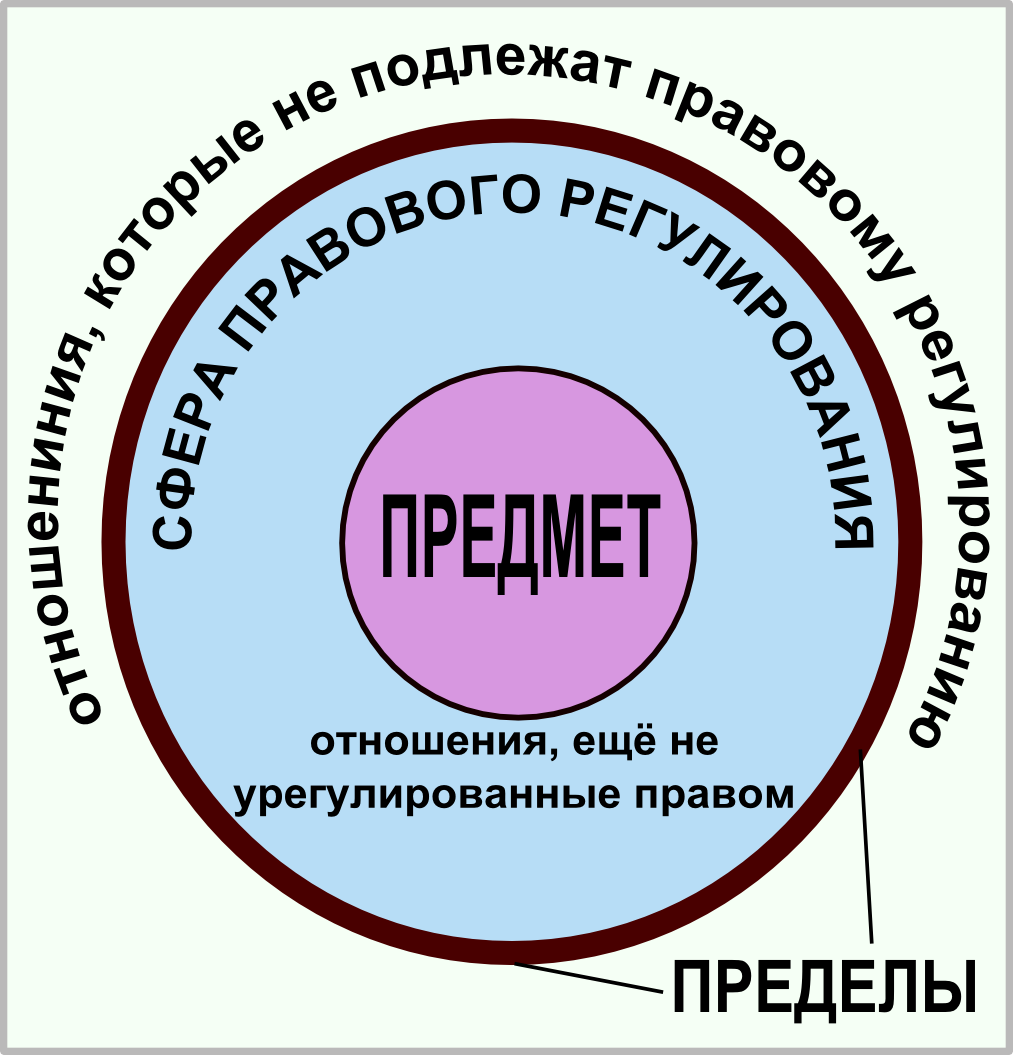
Сфера и пределы правового регулирования

Предмет существует как у каждого отдельно взятого правового средства (норма права, институт права, отрасль права, правоприменительный акт), так и в целом предмет представляет собой совокупность всех общественных отношений, на которые целенаправленно воздействует право. Непосредственным предметом правового регулирования выступает, прежде всего, волевое поведение людей в тех или иных областях жизнедеятельности.
Посредством права невозможно урегулировать абсолютно все общественные отношения, поэтому должна быть достаточно точно определена сфера их регулирования. В сферу правового регулирования должны входить все те отношения, которые уже урегулированы правом — они составляют собственно предмет, а также те, которые только нуждаются в таком регулировании.
Нельзя допускать, чтобы сфера правового регулирования была слишком сужена либо чересчур расширена. В случаях, когда роль права при регулировании общественных отношений занижена или незначительна, может возникнуть ситуация хаоса и произвола в обществе, грозящее серьёзным нарушением правопорядка. И наоборот, в случаях, когда при помощи права пытаются урегулировать практически все общественные отношения, которые даже не нуждаются в этом, возникает ситуация тотального контроля государства за всей социальной жизнью общества и, как следствие, произвола уже со стороны самого государства.
В сферу правового регулирования принято включать три группы общественных отношений:
- отношения людей по обмену материальными либо нематериальными ценностями (экономические отношения);
- отношения по властному управлению (политические отношения);
- отношения по обеспечению правопорядка (обеспечивают функционирование первых двух групп).

Также в теории выделяются пределы правового регулирования, которые являются условными границами вмешательства в общественные отношения при помощи правовых средств. За их рамками общественные отношения не подлежат и не нуждаются в правовом регулировании. 
Пределы правового регулирования подразделяются на:
- Объективные — зависят от природных, технических, социальных и иных факторов, которые делают невозможным воздействия права на те либо иные общественные отношения (отсутствие технической возможности, финансово-материальных средств и др.);
- Субъективные — всегда зависят от воли законодателя, не желающего по тем или иным причинам регулировать определённые общественные отношения[13][14].

## Характеристика

### Способы
Способы правового регулирования представляют из себя основные пути регулирующего воздействия права на общественные отношения, характеризующиеся следующими предписаниями, зафиксированными в норме права:
- Дозволение — предоставление управомоченному лицу возможности совершать определённые действия в своих интересах, при этом такое лицо по своему усмотрению может уклониться от их совершения или вообще не воспользоваться своим правом (например, собственник вещи вправе владеть, пользоваться и распоряжаться ею; граждане вправе избирать и быть избранными в органы власти)[16][17].
- Позитивное обязывание — возложение на лиц обязанности совершить определённое действие, при этом они не имеют возможности уклониться от исполнения или проигнорировать его (например, обязательства по уплате налогов, по исполнению договора; воинский долг)[16][17].
- Запрет (негативное обязывание) — обязанность какого-либо лица воздержаться от совершения определённых действий под угрозой, в случае неисполнения такого требования, применения различного рода санкций (например, при совершении преступлений или административных правонарушений)[16][17].

### Методы
Методы образуют совокупность способов, приёмов и средств, используемых в процессе правового регулирования, и свойственных какому-либо институту, отрасли права или иному элементу системы права.
- Императивный (субординации) — воздействие на общественные отношения, когда субъекту предписывается строго заданный вариант поведения и он не имеет возможности уклониться от его осуществления под угрозой применения мер принуждения[20]. Присуще отраслям публичного права, где имеют место отношения власти и подчинения.
- Диспозитивный (координации) — при регулировании отношений между субъектами предусматриваются лишь общие рамки возможного поведения, при этом внутри них субъекты вправе самостоятельно предусмотреть иной вариант поведения по своему усмотрению, в том случае, если таким правом они не воспользовались, их отношения будут регулироваться согласно общим предписаниям[20]. Классический метод всех отраслей частного права, основанных на равенстве сторон.
- Поощрительный — субъекту предписывается определённый вариант поведения, при этом за качественно совершённое исполнение предполагается мера дополнительного благоприятного воздействия (поощрение).
- Рекомендательный — субъекту определяется возможный вариант поведения, но он не обязан его придерживаться и может свободно уклониться от исполнения.

### Типы

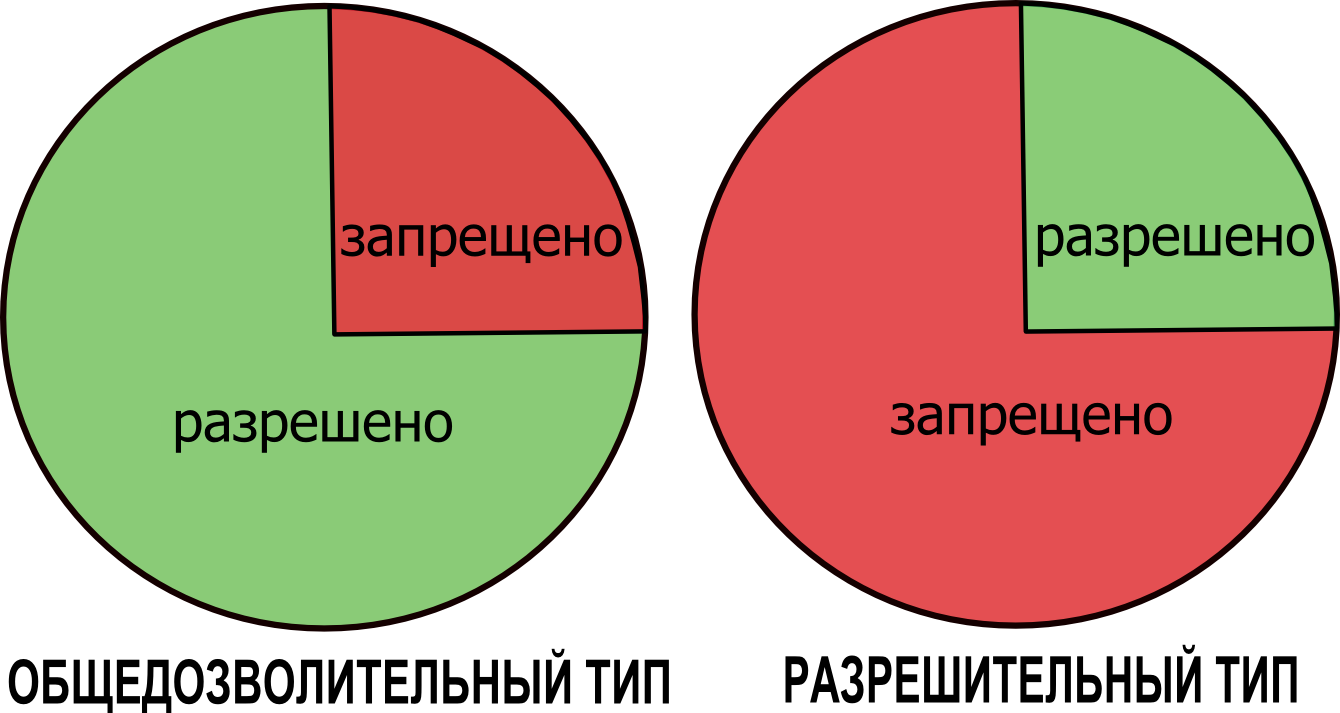
Классические типы правового регулирования

Типы сочетают  в себе способы правового регулирования в зависимости от их целевой направленности и свойственны определённой совокупности отраслей права.
- Общедозволительный — субъекту предоставляется возможность выбирать любой вариант поведения, кроме тех, что прямо и строго сформулированы в виде запретов. Такие запреты очень точно определены, а круг дозволенного не ограничен. Правовая формула выглядит следующим образом: «разрешено всё то, что прямо не запрещено»[23]. Таким путём регулируется, как правило, правовой статус личности; осуществление гражданского и предпринимательского оборота[17].
- Разрешительный — субъект вправе осуществлять только тот вариант поведения, который ему прямо разрешён, всё остальное считается запрещённым и требует специального разрешения. Правовая формула выглядит следующим образом: «запрещено всё то, что прямо не разрешено»[23]. Таким образом регулируются практически все отношения в сфере публичного права[17], подобная схема также может иметь место и при регулировании отношений в сфере частного права, например, осуществление отдельных видов деятельности, на которые требуется разрешение (лицензия).

Некоторые исследователи полагают, что существует необходимость выделения ещё одного типа регулирования — Дозволительно-обязывающего. Он предоставляет субъекту тот объём прав, который необходим для исполнения его обязанностей. Здесь достаточно точно определены права и обязанности субъекта, а всё то, что находится за их пределами изымается из сферы регулирования. Правовая формула выглядит следующим образом: «дозволено только то, что предписано законом». Таким образом регулируется правовой статус государства и государственных органов, их предметы ведения и полномочия.

## Классификация
В зависимости от средств правового регулирования:
- Нормативное — регулирование осуществляется посредством норм позитивного права и распространяется на неограниченный круг лиц. Является первичным, определяет общие правила для всех общественных отношений определённого вида, а не для единичного случая.
- Индивидуальное (казуальное) — регулирование осуществляется с помощью индивидуальных правовых средств (правомерные односторонние действия, договоры, правоприменительные акты: административные и судебные решения). Распространяется на индивидуально-определённый (поименованный) круг лиц, вытекает из нормативного регулирования и конкретизирует его.
  - Координационное (саморегулирование) — регулирование осуществляется непосредственно участниками общественных отношений без участия в них государства (заключение договоров, осуществление правомерных действий).
  - Субординационное — регулирование конкретных общественных отношений, в которых участвует государство в лице своих компетентных органов (принятие административных и судебных решений).

В зависимости от субъекта, осуществляющего правовое регулирование:
- Государственное — осуществляется государственными органами и их должностными лицами с применением исключительно правовых норм.
- Негосударственное — осуществляется общественными организациями, коллективами или индивидуальными участниками общественных отношений с применением как норм права, так и индивидуальных правовых средств.

В зависимости от степени централизации:
- Централизованное — единообразное регулирование общественных отношений на всей территории страны.
- Децентрализованное — регулирование осуществляется из различных центров и уровней в пределах страны (например в федеративном государстве).

В зависимости от сферы действия права:
- Общее — распространяется абсолютно на всех субъектов.
- Ведомственное — распространено только в какой-либо сфере государственного управления.
- Местное — распространено на уровне административно-территориальных или муниципальных образований.
- Локальное — распространено внутри корпоративных сообществ и организаций.

## Стадии и механизм правового регулирования

### Стадии
Стадии правового регулирования выглядят следующим образом:
| правотворчество (создание нормы права) | → | юридический факт | → | возникновение правоотношения             | → | реализация права |
|                                        |   |                  |   |                                          |   |                  |
|                                        |   |                  | ↖ | применение права (факультативная стадия) | ↗ |                  |

Первая стадия (правотворчество) — создаётся норма права, имеющая общее воздействие на общественные отношения, путём обозначения ориентиров о возможности наступления либо позитивных, либо негативных последствий, которое оказывает влияние на волю и сознание людей. Правовыми средствами являются норма права и источники права.
Вторая стадия (юридический факт + правоотношение) — происходит индивидуализация и конкретизация нормативных предписаний после наступления юридических фактов, то есть воплощение нормы права применительно к конкретному общественному отношению, где она начинает работать. На этой стадии правовыми средствами являются субъективные права и юридические обязанности.
Третья стадия (реализация права) — правовые предписания воплощаются в жизнь и имеют конкретный правовой результат, в том числе посредством правообеспечительной и правоохранительной функций. Правовыми средствами здесь являются акты использования права, исполнения обязанности или соблюдения запрета.
Четвёртая стадия (правоприменение) — деятельность компетентных органов, связанная с индивидуализацией предписаний нормы права и оформленная в виде акта применения права. Является факультативной (необязательной) стадией, субъекты прибегают к ней только в случае возникновения такой необходимости, когда реализация правовых предписаний невозможна без вмешательства со стороны компетентных органов (в основном сфере регулятивных и охранительных отношений: регистрация брака, принятие судебного решения). Правовым средством здесь является правоприменительный акт.

### Механизм
Механизмом правового регулирования является совокупность специальных юридических средств, при помощи которых осуществляется регулирование общественных отношений. Правовые средства выступают в качестве инструментов, используемых в процессе правового регулирования.
Основные правовые средства (являются основными на конкретной стадии правового регулирования):
- норма права;
- субъективные права и юридические обязанности;
- акты реализации права;
- правоприменительные акты.

Вспомогательные правовые средства (состоят в неразрывной связи с основными):
- нормативный правовой акт;
- акты толкования права;
- юридические факты;
- правосознание;
- правовая культура.